# Hetzhof

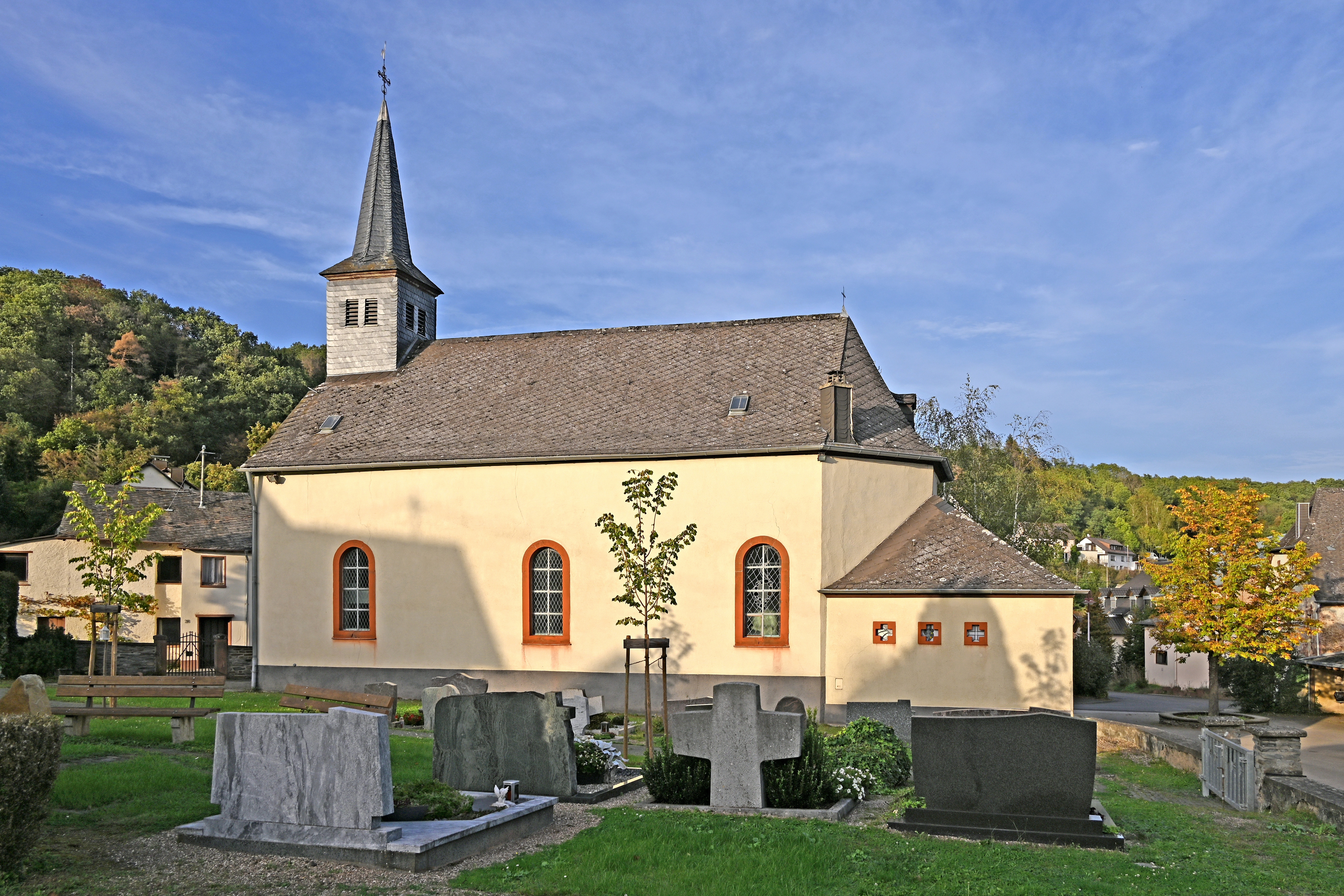
Filialkirche St. Johannes (1792)

Hetzhof ist ein Ortsteil (Ortsbezirk) von Kinderbeuern im Landkreis Bernkastel-Wittlich in Rheinland-Pfalz.

## Geographie
Der Ort am Kammerbach liegt am Fuße des Kondelwalds in der Vulkaneifel.
Die Nachbarorte von Hetzhof sind im Süden das etwa einen Kilometer entfernte Kinderbeuern, sowie im Südosten Bengel und im Südwesten Bausendorf. Im Norden liegen jenseits des Kondelwalds die Hontheimer Ortsteile Wispelt, Krinkhof und Bonsbeuern.

## Geschichte
Hetzhof wird erstmals 1438 als Heubtzhove erwähnt. Der Name bedeutet „Hof zu Haupt, oberer Hof“ und erklärt sich aus seiner Lage als höchstgelegener von drei Höfen am Kammerbach.
Das Linke Rheinufer wurde 1794 im ersten Koalitionskrieg von französischen Revolutionstruppen besetzt. Von 1798 bis 1814 war Hetzhof ein Teil der Französischen Republik (bis 1804) und anschließend des Napoleonischen Kaiserreichs, zugehörig dem Saardepartement. Auf dem Wiener Kongress (1815) kam die Region an das Königreich Preußen, der Ort wurde 1816 dem Regierungsbezirk Trier zugeordnet.
Nach dem Ersten Weltkrieg gehörte das Gebiet zum französischen Teil der Alliierten Rheinlandbesetzung. Nach dem Zweiten Weltkrieg wurde Hetzhof innerhalb der französischen Besatzungszone Teil des damals neu gebildeten Landes Rheinland-Pfalz.

## Politik
Der Ortsteil Hetzhof ist gemäß Hauptsatzung der einzige Ortsbezirk der Ortsgemeinde Kinderbeuern. Er wird politisch von einem Ortsbeirat und einem Ortsvorsteher vertreten.
Der Ortsbeirat von Hetzhof besteht aus vier Mitgliedern, die bei der Kommunalwahl am 9. Juni 2024 in einer Mehrheitswahl gewählt wurden, und dem ehrenamtlichen Ortsvorsteher als Vorsitzendem.
Christian Müllers wurde am 20. August 2019 Ortsvorsteher von Hetzhof. Bei der Direktwahl am 26. Mai 2019 war er mit einem Stimmenanteil von 69,28 % gewählt worden. Bei der Direktwahl am 9. Juni 2024 wurde er als einziger Bewerber mit 79,22 % für weitere fünf Jahre in seinem Amt bestätigt.
Der Vorgänger von Müllers war der spätere Ortsbürgermeister Rainer Schwind.

## Kultur und Sehenswürdigkeiten
In der Denkmalliste des Landes Rheinland-Pfalz (Stand: 2025) sind folgende Kulturdenkmäler genannt:
- Katholische Filialkirche St. Johannes, dreiachsiger Saalbau, bezeichnet 1792, Kondelstraße 43
- Fünf Höfe und Häuser aus dem 18. und 19. Jahrhundert

Hetzhof
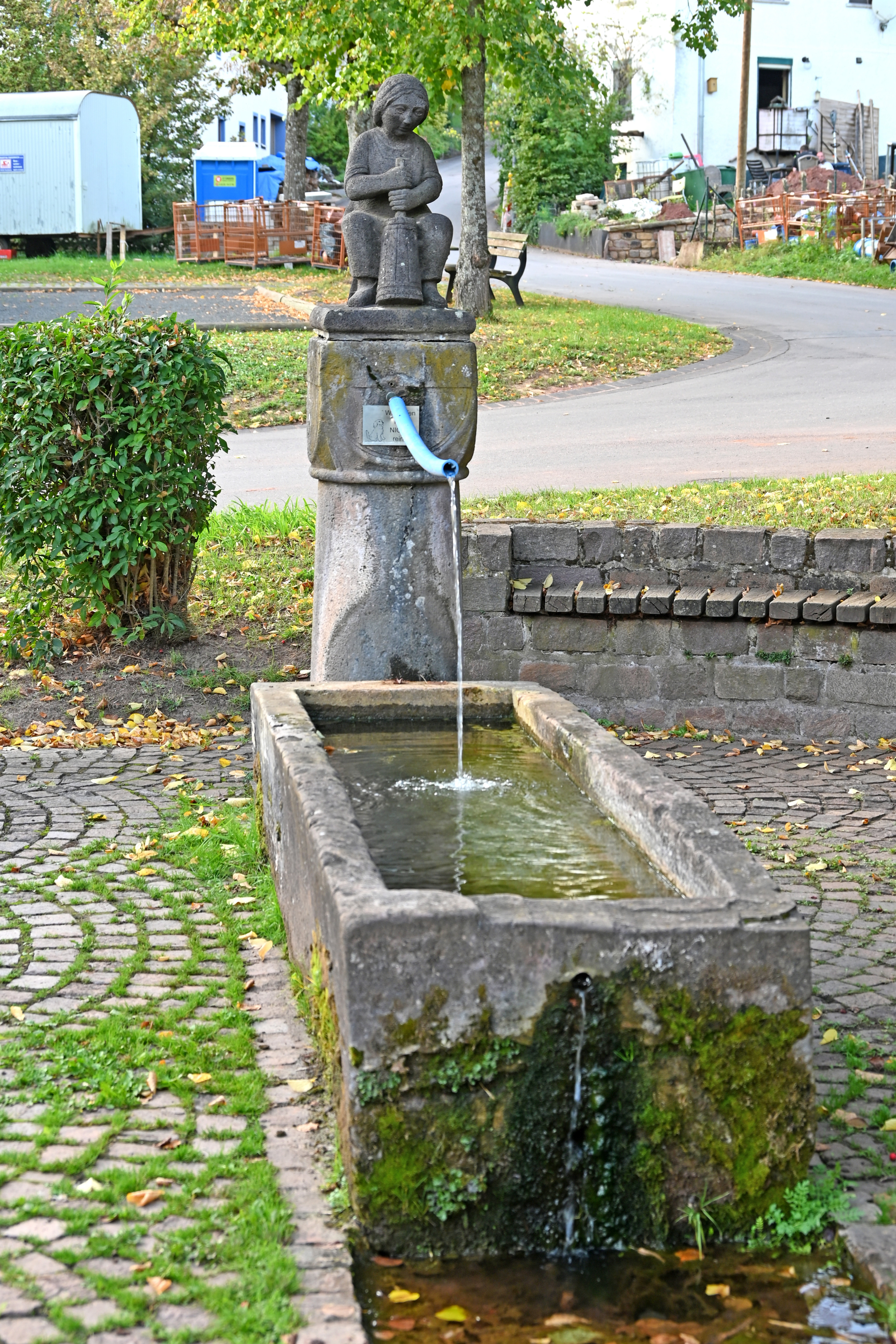
Dorfbrunnen
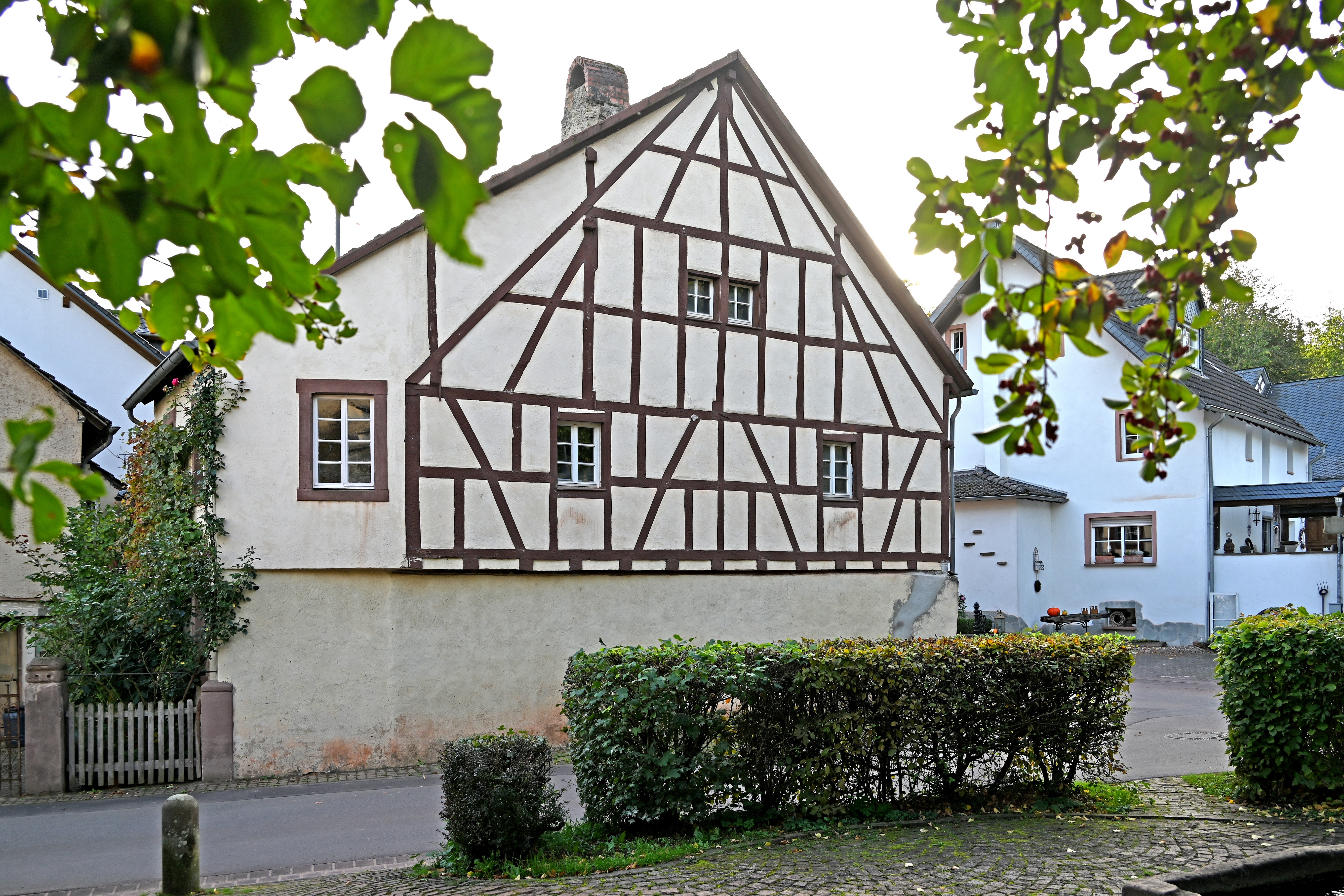
Fachwerkhaus (18. Jh.)
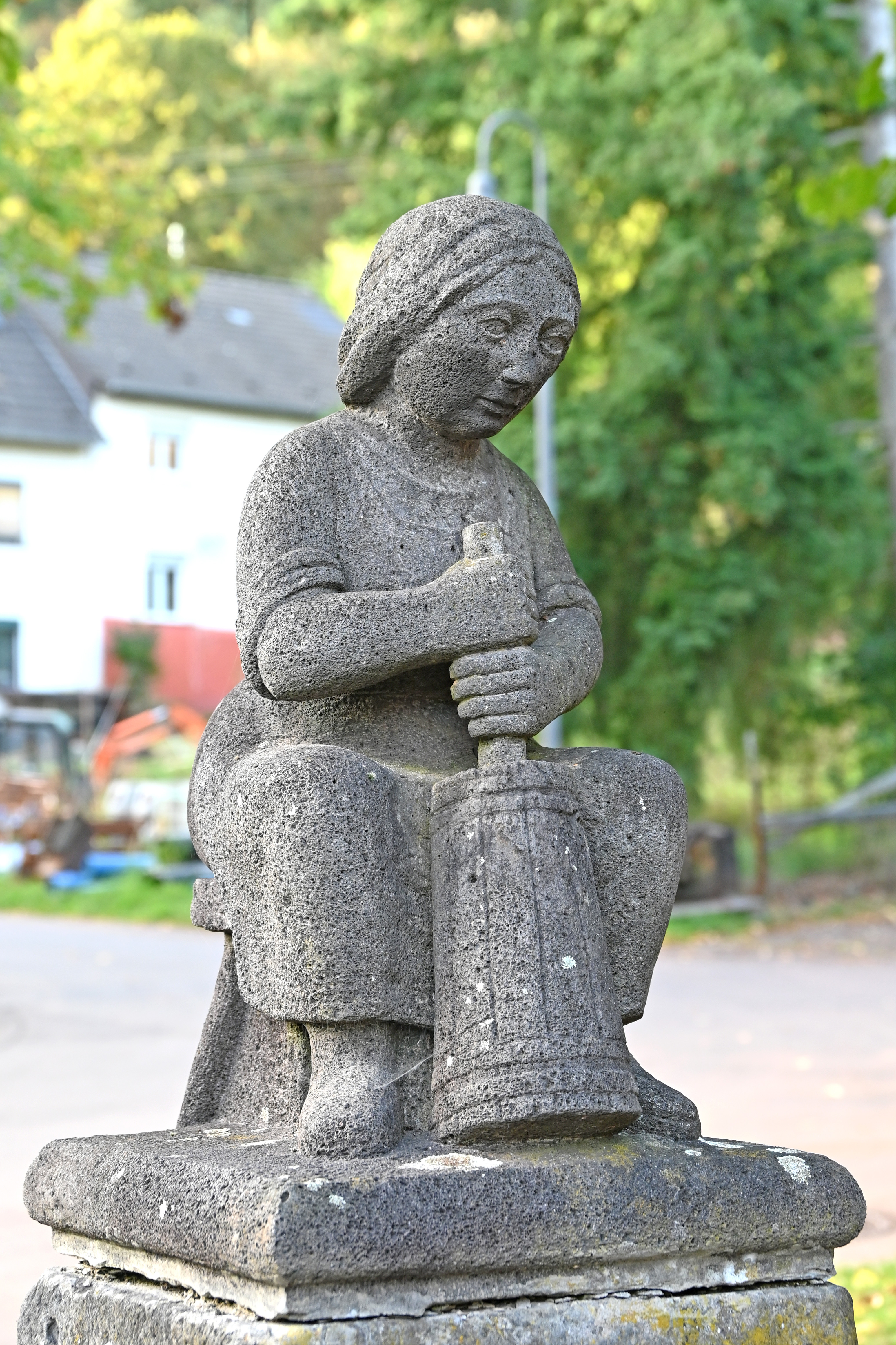
Butterfrau
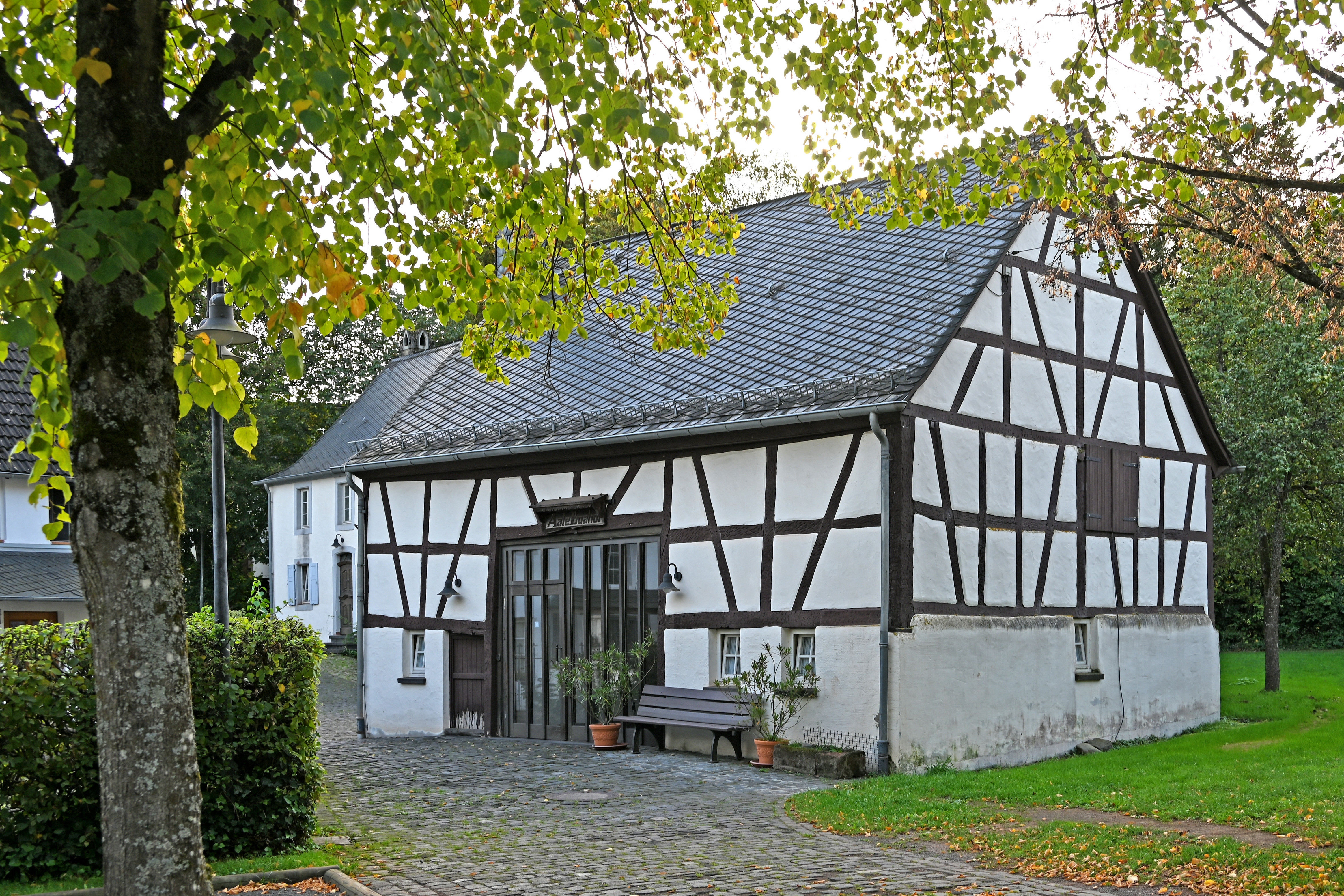
Fachwerkhof
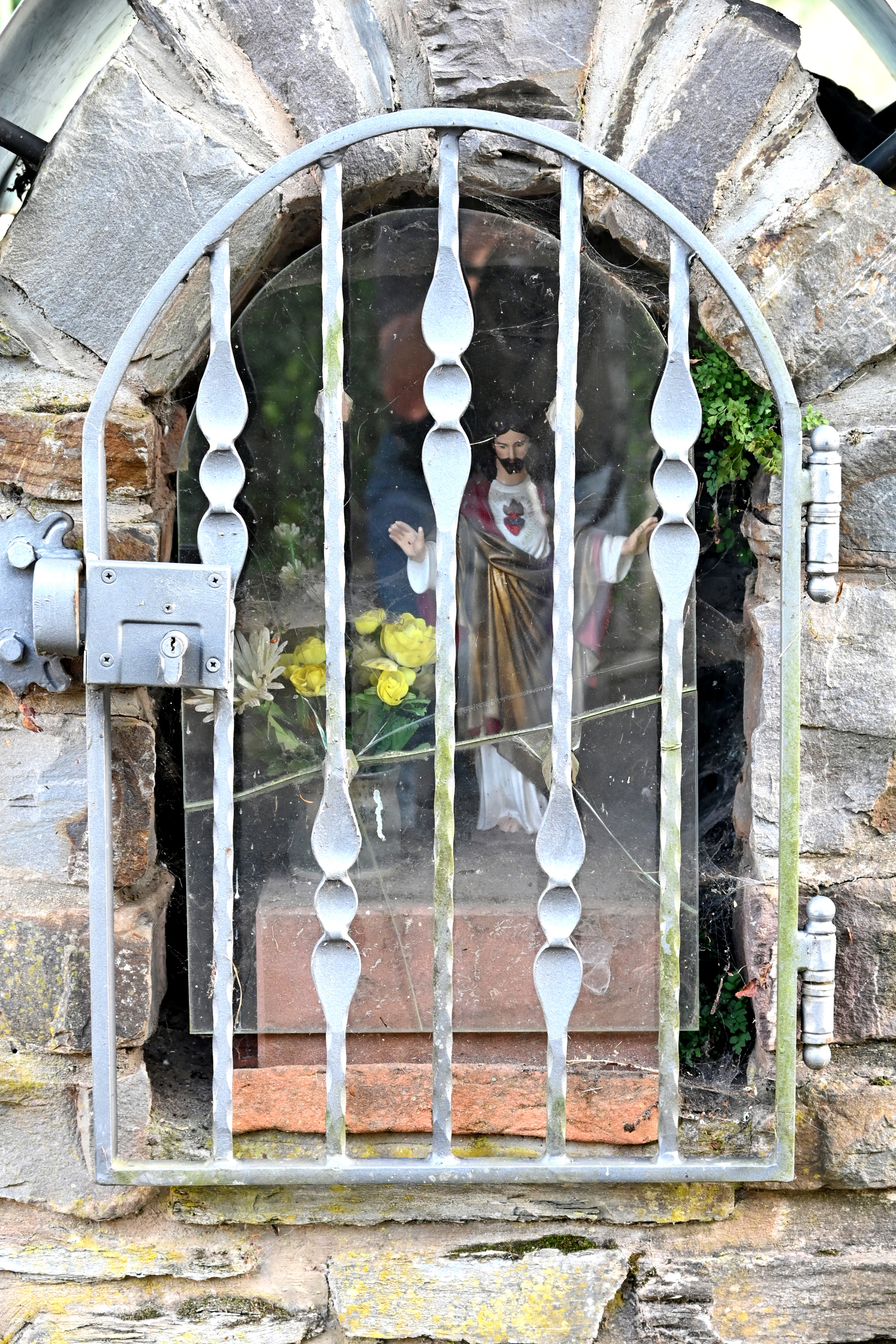
Heiligenhaus

## Wirtschaft und Infrastruktur
Hetzhof wird von der Kreisstraße 34 an Kinderbeuern angebunden.

## Persönlichkeiten
- Anglina Zimmer (1902–1943), Missionarin und Märtyrin, wurde in Hetzhof geboren